# Eversion
Eversion является коротким платформером, разработанным Zaratustra Productions. Его главным героем является маленький, похожий на цветок персонаж по имении Zee Tee, который пытается спасти принцессу по имени Nehema, по пути собирая камешки в стиле раннего Марио. Каждый уровень состоит из набора параллельных реальностей, каждая из которых имеет свои собственные опасности, уникальный внешний вид и звуковой фон. Используя способность протагониста «выворачивать» («evert») реальность наизнанку, игрок может перемещаться между ними для того, чтобы пройти уровень.
Заставка и первые несколько уровней дружелюбны и красочны, но окружение становится всё мрачнее и опаснее с ходом игры. Игра была вдохновлена цитатой Г. Ф. Лавкрафта. Она сопровождает предупреждение на заставке «не предназаначено для детей и людей с нервными заболеваниями».
Eversion можно загрузить бесплатно, но улучшенная графически версия может быть куплена в сервисе Steam за $4.99. Последние версии бесплатной игры содержат обновлённый саундтрек и переработанный финальный уровень. В то же время новая графическая версия имеет дополнительные опции и лучшую графику.

## Игровой процесс
Игрок контролирует Zee Tee, используя курсорные клавиши для передвижения влево или вправо, кнопку «Z» для прыжка и кнопку «X» для «выворота». Противники могут быть обезврежены прыжком на голову. Если во время атаки нажата кнопка «Z», то Zee Tee оттолкнётся от противника и прыгнет выше. Блоки с лицами можно бить снизу для получения камешков.
«Выворот» возможен только на определённых местах уровня. Во время прохождения рядом с таким место музыка точки назначения возможного перехода становится слышимой. В дополнение к этому экран становится немного темнее или светлее. «Выворот» на этом месте переключает две соседние реальности. Переход к третьей требует другую локацию из подходящей реальности. Всего в игре восемь возможных реальностей. При этом немногие уровни используют их все.
«Выворот» позволяет игроку использовать свойства различных реальностей. Например, в первой реальности облака являются простым фоном и ни на что не влияют. Во второй и третьей реальностях облака являются твёрдыми объектами, что даёт игроку возможность попасть на недоступные прежде места. Растениеобразные объекты также меняются, становясь твёрдыми, проходимыми или смертельными в зависимости от реальности. Некоторые блоки могут стать твёрдыми, ломаемыми снизу или исчезающими после прохода по ним. Противники двигаются с разными скоростями и имеют сильно отличающиеся свойства в зависимости от реальности, некоторые опасности имеют место только в определённых реальностях.
В конце игры Zee Tee находит принцессу. Только мир вокруг него начинает стремительно меняться из яркого и красочного мира в один из самых тёмных уровней в которые мог бы занести «выворот». Через несколько секунд Nehema становится чернильно-чёрной тенью с одним красным глазом и медленно начинает приближаться к Zee Tee. Перед тем, как герои встретятся, появляется сообщение о конце игры («GAME OVER»), так что дальнейшая судьба протагониста неизвестна.
На то, что собирание камешков имеет какой-либо эффект, нет никаких намёков, однако, если собрать их все, игрок сможет перейти на секретный уровень через новую реальность и, в конце концов, увидеть вторую концовку игры. В ней Zee Tee также становится тёмной тенью и на фоне появляются сердечки, являющиеся намёком на роман между страшной принцессой и её страшным спасителем.
Существует также "шуточная" концовка. Для её получения необходимо завершить седьмой уровень на четвертом "вывороте" (World 7-4). В этой концовке окружение меняется на окружение четвертого "выворота", а Zee Tee и Nehema превращаются в неподвижные статуи, приобретая внешний вид врага, являющегося основным на протяжении всех уровней (выглядит как улыбающийся Goomba в "нормальном" измерении ?дополнительные условия? ).